# Moyses Szklo
Moyses Szklo (Rio de Janeiro, 30 de dezembro de 1938) é um epidemiologista brasileiro e médico pesquisador. Atualmente é professor emérito em epidemiologia e medicina na Universidade Johns Hopkins, editor chefe do American Journal of Epidemiology, e diretor do Instituto de Verão de Epidemiologia e Bioestatística Johns Hopkins. Szklo publicou mais de 300 artigos em periódicos revisados por pares, bem como um livro-texto de epidemiologia. Liderou várias das principais sociedades e estudos epidemiológicos e tem ministrado palestras e cursos em diversos países, incluindo Espanha, Itália, Israel, Brasil e México. 

## Infância e educação
Moyses Szklo é natural do Rio de Janeiro, Brasil. Szklo formou-se em medicina pela Faculdade de Ciências Médicas da Universidade do Estado do Rio de Janeiro em 1963. Ele então foi buscar uma continuidade para sua educação na Escola de Higiene e Saúde Pública da Universidade Johns Hopkins, onde estudou a história natural e a etiologia das doenças cardiovasculares. Ele recebeu seu título de mestre em saúde pública em 1972 e de doutor em saúde pública em 1974. 

## Carreira
Szklo é membro do corpo docente da Universidade Johns Hopkins desde 1975. Ele é atualmente professor no departamento de epidemiologia com uma nomeação conjunta no Departamento de Medicina desta universidade. Ele é o editor-chefe do American Journal of Epidemiology. Ele também é co-autor de um livro didático, "Epidemiology: Beyond the Basics". Ele é o diretor do Instituto de Verão de Epidemiologia e Bioestatística Johns Hopkins. Szklo foi o pesquisador principal em dois estudos de coorte de doenças cardiovasculares subclínicas e clínicas, o Risco de Aterosclerose em Comunidades (ARIC) e o Estudo Multi-Étnico de Aterosclerose (MESA). Atualmente, ele é o principal pesquisador do Estudo de Risco Cardiovascular em Adolescentes, um estudo no Brasil. 

## Honrarias e prêmios
Foi agraciado com o título de Comendador da Ordem do Mérito Médico pelo governo brasileiro pelo presidente do Brasil .